# Oued Malha
Oued Malha  (in arabo واد ملحة‎?) è un centro abitato e comune rurale del Marocco situato nella provincia di Chefchaouen, regione di Tangeri-Tetouan-Al Hoceima. Conta una popolazione di 13 639 abitanti (censimento 2014).